# Kartlia

Lokalizacja współcześnie

Kartlia (gruz. ქართლი, Kartli) – historyczna kraina we wschodniej Gruzji, współcześnie podzielona między cztery regiony administracyjne: Dolna Kartlia, Mccheta-Mtianetia, Tbilisi i Wewnętrzna Kartlia.

## Historia
- IV w. - powstanie na terenach Iberii niepodległego chrześcijańskiego państwa (stolica Mccheta)
- VI w. - król Wachtang I Gorgasali podejmuje decyzję o rozbudowie miasta Tbilisi i przeniesieniu doń stolicy
- VII w. - podporządkowanie Persji, a następnie Bizancjum.

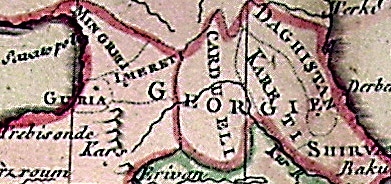
Kartlia w XVIII wieku (mapa: Jean Clouet, 1767)

W kolejnych wiekach tereny Kartlii były podzielone i stanowiły część Gruzji bądź znajdowały się we władztwach: perskim, chazarskim, arabskim (Abbasydów), tureckim, mongolskim.
W XV w. - Kartlia staje się feudalnym królestwem (1484–1762):
- 1590 - zwierzchnictwo Turcji
- 1602 - zwierzchnictwo Persji

W XVIII w. nastąpiło uniezależnienie się Kartlii, a w 1762 połączenie z sąsiadującym Królestwem Kachetii. W 1801 roku zjednoczone Królestwo Kartlii i Kachetii zostało przyłączone do Rosji.
Obecnie część Gruzji.